# Sathiyavijayanagaram
Sathiyavijayanagaram è una suddivisione dell'India, classificata come census town, di 5.671 abitanti, situata nel distretto di Tiruvannamalai, nello stato federato del Tamil Nadu. In base al numero di abitanti la città rientra nella classe V (da 5.000 a 9.999 persone).

## Geografia fisica
La città è situata a 12° 41' 30 N e 79° 20' 02 E.

## Società

### Evoluzione demografica
Al censimento del 2001 la popolazione di Sathiyavijayanagaram assommava a 5.671 persone, delle quali 2.855 maschi e 2.816 femmine. I bambini di età inferiore o uguale ai sei anni assommavano a 659, dei quali 325 maschi e 334 femmine. Infine, coloro che erano in grado di saper almeno leggere e scrivere erano 3.846, dei quali 2.230 maschi e 1.616 femmine.